# تایلا فورد
تایلا فورد (به انگلیسی: Tayla Ford،  زادهٔ ۲ ژوئیهٔ ۱۹۹۳) یک کشتی‌گیر زن آزادکار اهل کشور نیوزیلند است. وی سابقه حضور در المپیک ۲۰۲۴ پاریس را دارد.  